# Persone di nome Damian
| Questa pagina contiene informazioni ricavate automaticamente dalle voci biografiche con l'ausilio del template Bio e di un bot. L'aggiornamento è periodico e automatico e ricostruisce completamente la pagina. Se manca una persona in questa lista, sei pregato di non aggiungerla, ma accertati piuttosto che la sua voce biografica contenga il template Bio e che i dati anagrafici siano correttamente compilati. Se il template Bio manca, inseriscilo tu stesso o, in alternativa, metti l'avviso {{tmp\|Bio}} che ne segnala la mancanza. Se i dati riportati sono sbagliati, correggi direttamente la voce biografica; le modifiche saranno visibili in questa lista entro pochi giorni. Per chiarimenti vedi il progetto antroponimi. La lista contiene solo le 80 persone che sono citate nell'enciclopedia e per le quali è stato implementato correttamente il template Bio. Pagina aggiornata al 6 ago 2025. |

Questa è una lista di persone presenti nell'enciclopedia che hanno il nome Damian, suddivise per attività principale.

## Allenatori di calcio(2)
- Damian Halata, allenatore di calcio e ex calciatore tedesco orientale (Świętochłowice, n. 1962)
- Damian Mori, allenatore di calcio e ex calciatore australiano (Melbourne, n. 1970)

## Allenatori di pallacanestro(1)
- Damian Cotter, allenatore di pallacanestro australiano (n. 1971)

## Arbitri di calcio(1)
- Damian Sylwestrzak, arbitro di calcio polacco (Breslavia, n. 1992)

## Arcivescovi cattolici(1)
- Damian Hartard von der Leyen, arcivescovo cattolico tedesco (Treviri, n. 1624 - Magonza, † 1678)

## Attori(7)
- Damian Chapa, attore statunitense (Dayton, n. 1963)
- Damian Hardung, attore tedesco (Colonia, n. 1998)
- Damian Humbley, attore e cantante australiano (Queensland, n. 1979)
- Damian Lewis, attore e produttore cinematografico britannico (Londra, n. 1971)
- Damian O'Hare, attore britannico (Belfast, n. 1977)
- Damian Walshe-Howling, attore australiano (Melbourne, n. 1971)
- Damian Young, attore statunitense (Washington, n. 1961)

## Calciatori(20)
- Damian Byrtek, calciatore polacco (Bielsko-Biała, n. 1991)
- Damian Dąbrowski, calciatore polacco (Kamienna Góra, n. 1992)
- Damien Francis, ex calciatore giamaicano (Londra, n. 1979)
- Damian Gorawski, ex calciatore polacco (Ruda Śląska, n. 1979)
- Damian Gąska, calciatore polacco (Varsavia, n. 1996)
- Damian Isac, calciatore rumeno (Caransebeș, n. 2001)
- Piotr Johansson, calciatore svedese (Gorlice, n. 1995)
- Damian Kądzior, calciatore polacco (Białystok, n. 1992)
- Damian Lynch, ex calciatore irlandese (Dublino, n. 1979)
- Damian Michalski, calciatore polacco (Bełchatów, n. 1998)
- Damián Musto, calciatore argentino (Casilda, n. 1987)
- Damian Oko, calciatore polacco (Bolesławiec, n. 1997)
- Damian Radowicz, ex calciatore polacco (Łódź, n. 1989)
- Damian Rasak, calciatore polacco (Toruń, n. 1996)
- Damian Roßbach, calciatore tedesco (Francoforte sul Meno, n. 1993)
- Damian Silvera, calciatore statunitense (Flushing, n. 1974 - Houston, † 2010)
- Damian Szymański, calciatore polacco (Kraśnik, n. 1995)
- Damian Zbozień, calciatore polacco (Limanowa, n. 1989)
- Damian van Bruggen, calciatore olandese (Utrecht, n. 1996)
- Damian van der Haar, calciatore olandese (n. 2004)

## Cantanti(4)
- Damian Kulash, cantante e musicista statunitense (Washington, n. 1975)
- Damian Marley, cantante e musicista giamaicano (Kingston, n. 1978)
- Damian McGinty, cantante e attore britannico (Derry, n. 1992)
- Damian Wilson, cantante, chitarrista e tastierista britannico (Woking, n. 1969)

## Cardinali(1)
- Damian Hugo von Schönborn-Buchheim, cardinale e vescovo cattolico tedesco (Magonza, n. 1676 - Bruchsal, † 1743)

## Cestisti(8)
- Damian Hollis, cestista statunitense (Fort Lauderdale, n. 1988)
- Damian Jeszke, cestista polacco (Chełmno, n. 1995)
- Damian Jones, cestista statunitense (Baton Rouge, n. 1995)
- Damian Keogh, ex cestista australiano (Melbourne, n. 1962)
- Damian Kulig, cestista polacco (Piotrków Trybunalski, n. 1987)
- Damian Lillard, cestista e rapper statunitense (Oakland, n. 1990)
- Damian Martin, ex cestista australiano (Gloucester, n. 1984)
- Damian Saunders, ex cestista statunitense (Waterbury, n. 1988)

## Ciclisti su strada(1)
- Damian Papierski, ciclista su strada, pistard e ciclocrossista polacco (n. 2000)

## Dirigenti sportivi(1)
- Andres Gerber, dirigente sportivo e ex calciatore svizzero (Belp, n. 1973)

## Giocatori di curling(1)
- Damian Grichting, giocatore di curling svizzero (Leukerbad, n. 1973)

## Giocatori di football americano(1)
- Damian Williams, giocatore di football americano statunitense (Dallas, n. 1988)

## Giocatori di poker(1)
- Damian Salas, giocatore di poker argentino (n. 1975)

## Hockeisti su ghiaccio(2)
- Damian Clara, hockeista su ghiaccio italiano (Brunico, n. 2005)
- Damian Surma, ex hockeista su ghiaccio statunitense (Lincoln Park, n. 1981)

## Lottatori(1)
- Damian Janikowski, lottatore polacco (Breslavia, n. 1989)

## Multiplisti(1)
- Damian Warner, multiplista canadese (London, n. 1989)

## Nuotatori(1)
- Damian Wierling, ex nuotatore tedesco (Essen, n. 1996)

## Ostacolisti(1)
- Damian Czykier, ostacolista polacco (Białystok, n. 1992)

## Pallavolisti(3)
- Damian Domagała, pallavolista polacco (Łódź, n. 1998)
- Damian Schulz, pallavolista polacco (Lębork, n. 1990)
- Damian Wojtaszek, pallavolista polacco (Milicz, n. 1988)

## Piloti motociclistici(1)
- Damian Cudlin, pilota motociclistico australiano (Sydney, n. 1982)

## Pittori(1)
- Damian Elwes, pittore britannico (Londra, n. 1960)

## Politici(4)
- Damian Boeselager, politico tedesco (Francoforte sul Meno, n. 1988)
- Damian Gjiknuri, politico albanese (Tirana, n. 1972)
- Damian Green, politico britannico (Barry, n. 1956)
- Damian Hinds, politico britannico (Paddington, n. 1969)

## Registi(3)
- Damian Harris, regista, sceneggiatore e produttore cinematografico britannico (Londra, n. 1958)
- Damian Lee, regista, sceneggiatore e produttore cinematografico canadese (n. 1950)
- Damian Pettigrew, regista canadese

## Rugbisti a 15(7)
- Damian de Allende, rugbista a 15 sudafricano (Città del Capo, n. 1991)
- Damian Hopley, ex rugbista a 15 e dirigente sportivo britannico (Londra, n. 1970)
- Damian McKenzie, rugbista a 15 neozelandese (Invercargill, n. 1995)
- Damian Penaud, rugbista a 15 francese (Brive-la-Gaillarde, n. 1996)
- Damian Smith, ex rugbista a 15 australiano (Brisbane, n. 1969)
- Damian Stevens, rugbista a 15 namibiano (Walvis Bay, n. 1995)
- Damian Willemse, rugbista a 15 sudafricano (Città del Capo, n. 1998)

## Siepisti(1)
- Damian Kallabis, ex siepista tedesco (Gliwice, n. 1973)

## Sollevatori(1)
- Damian Kuczyński, sollevatore polacco (n. 1986)

## Vescovi cattolici(1)
- Damian Bryl, vescovo cattolico polacco (Jarocin, n. 1969)

## Wrestler(1)
- Killian Dain, wrestler britannico (Belfast, n. 1985)

## Senza attività specificata(1)
- Damian Woetzel, ex ballerino statunitense (Boston, n. 1967)